# Leucophenga quadripunctata
Leucophenga quadripunctata är en tvåvingeart som först beskrevs av Johannes Cornelis Hendrik de Meijere 1908.  Leucophenga quadripunctata ingår i släktet Leucophenga och familjen daggflugor.